# 諾塔布 (加利福尼亞州)
諾塔布（英語：Notarb）是位於美國加利福尼亞州馬德拉縣的一個非建制地區。該地的面積和人口皆未知。

## 地理
諾塔布的座標為37°00′40″N 120°07′09″W / 37.01111°N 120.11917°W，而該地的平均海拔高度為77米（即253英尺）。